# Kingsford Heights
Kingsford Heights – miasto w Stanach Zjednoczonych, w stanie Indiana, w hrabstwie LaPorte.